# Библейская энциклопедия Брокгауза
Библе́йская энциклопе́дия Брокга́уза — фундаментальное однотомное справочное издание по библеистике. Является переводом на русский язык второго издания «Библейского словаря» (нем. Lexikon zur Bibel) (впервые вышел в 1960 году в издательстве SCM R. Brockhaus) немецкого евангелическо-лютеранского пастора, теолога и публициста Фрица Ринекера.

### Второе издание
Второе немецкое издание было подготовлено группой исследователей (Томас Биндер, Ханс-Вернер Дюрау, Винфред Глатц, Клаус Гюнтер, Франк Коппелин) во главе с Герхардом Майером.
Вышедшее на русском языке[когда?] переводное издание содержит более 6000 обзорных статей по библейской истории, археологии и географии, снабжённых около 200 цветными иллюстрациями и более 400 картами, рисунками и схемами. Дано описание всех библейских персонажей, мест, городов, животных и растений, представлены развёрнутые пояснения ко всем книгам Священного Писания и важнейшим библейским богословским понятиям.
- переиздано в 1994 г., издательство: Christliche Verlagsbuchhandlung Paderborn[3]
- переиздано в 1999 г.:
  - издательство: Christliche Verlagsbuchhandlung Paderborn[4].
  - издательство:  Российское Библейское Общество[5]
- переиздано в 2009 г.:
  - издательство: Христианская Заря[6]
  - издательство: Принткорп[7]
- переиздано в 2011 г., издательство: Принткорп[8]
- переиздано в 2017 г., издательство: Костюков[9]

### Третье издание
В 2013 году вышло третье переработанное и дополненное немецкое издание под авторством Фрица Ринекера, Герхарда Майера, Александра Шика и Ульриха Венделя (выступил в качестве редактора). К подготовке издания были привлечены научные консультанты. Так отдельные статьи и части статей переписали и дополнили Гвидо Балтес, Карстен Клауссен, Детлеф Хауссер, Андреас Кесар, Герхард Майер, Хельге Штадельман, Юлиус Штейнберг, Бит Вебер. В качестве консультантов по отдельным вопросам выступили Армин Баум, Арен Майер, Норберт Лурц, Фрейдберт Нинов, Томас Пола, Ронни Рейх, Райнер Риснер, Майкл Роде, Кристоф Рёзель, Питер ван дер Вин и Маркус Зендер.